# École romane
L'École romane est un courant poétique fondé par Jean Moréas et Charles Maurras en 1891, dans la continuité de la Revue des langues romanes qui a commencé à paraître en 1870 et de la Revue du Monde latin fondée en 1883 par Charles de Tourtoulon (1836-1913) et Louis-Alphonse Roque-Ferrier (1844-1907). 
Ayant d'abord commencé comme symboliste, Moréas rompt progressivement avec cette école qu'il avait pourtant contribué à fonder par la publication d'un manifeste.
Après avoir pris ses distances avec le symbolisme en 1890, il fonde avec Maurras l'École romane qui se propose d'abandonner l'hermétisme propre aux symbolistes pour lui opposer un idéal de beauté méditerranéen et néo-classique. Cette nouvelle orientation revendique également l'héritage du monde gréco-latin et elle puise chez les auteurs classiques français (tels Jean Racine ou Boileau) jusqu'à André Chénier.
C'est surtout dans son recueil le plus célèbre, Les Stances (1899) que Moréas illustrera de la manière la plus convaincante cette nouvelle orientation. Si le succès de l'École Romane fut assez limité, il n'en demeure pas moins qu'il s'agissait d'une solution audacieuse pour sortir des excès du symbolisme qui se tournait de plus en plus vers les thèmes de la névrose, de la décadence et de la mort. À la même époque, Saint-Georges de Bouhélier, Maurice Le Blond et Eugène Montfort avaient également tenté de sortir du symbolisme en fondant une petite école de poésie dite « naturiste ».
L'École Romane rassemble quelques poètes proches du Félibrige de Frédéric Mistral. Parmi ses adeptes les plus célèbres, on peut mentionner Charles Maurras (1868-1952), Frédéric Amouretti (1863-1903), Ernest Raynaud (1864-1936), Maurice du Plessys (1864-1924), Raymond de La Tailhède (1867-1938), Lionel des Rieux (1870-1915).

## Liste des poètes romans

### Principaux représentants
- Jean Moréas (1856-1910), fondateur et chef de file
- Charles Maurras (1868-1952)
- Maurice du Plessys (1864-1924)
- Ernest Raynaud (1864-1936)
- Raymond de La Tailhède (1867-1938)

### Autrespoètes
- Frédéric Amouretti (1863-1903)
- Lionel des Rieux (1870-1915)